# 北野 (伊丹市)
北野（きたの）は、兵庫県伊丹市の町名。現行行政地名は北野一丁目から北野六丁目。住居表示は未実施(地番整理実施済み)。郵便番号664-0007。

## 地理
伊丹市北部、旧川辺郡長尾村に属した地域。北を荒牧南、東を荻野、南から西の広い範囲を鴻池と接する。
町内の全域が伊丹市立天神川小学校および荒牧中学校の校区に含まれる。4丁目のきららホール（伊丹市北部総合学習センター）内に伊丹市役所の北支所が置かれ、北部（旧長尾村）地域の実質的な中心部となっている。

## 歴史
旧川辺郡長尾村大字鴻池および荻野の一部。町域の大半は太平洋戦争中に大阪陸軍獣医資材支廠長尾文分廠として接収された土地に当たり、これらの土地は戦後の1949年（昭和24年）から1951年（昭和26年）にかけて民間へ売却された。
1970年（昭和45年）、鴻池および荻野の一部を分割して旧長尾村地域では最も早く住居表示を実施し、大字鴻池の一部を北野1〜5丁目、荻野の一部を北野6丁目とする町丁が設定された。

### 地名の由来
伊丹市北部に当たり、いずれも旧稲野村の大字である西野・東野・南野に対して「北野」が存在しなかったので町丁の新設に際して命名されたものかと言われる。

## 交通
町域の西側を兵庫県道335号線が走っている。伊丹市バスでは町内に北野、北センター前などの停留所を設置している。
町内に鉄道は通っておらず、宝塚市にあるJR西日本福知山線の中山寺駅が最寄り駅となる。

## 施設
- 伊丹市立北部学習センター（きららホール）
  - 伊丹市役所北支所
  - 伊丹市立図書館北分館
- 伊丹市共同利用施設
  - 北センター（北野1丁目）
  - 北野センター（北野5丁目）
- 社会福祉法人有岡協会長尾保育所
- 伊丹天神川病院
- みやそう病院
- 徳島大正銀行伊丹北支店
- 尼崎信用金庫鴻池支店